# Lasioglossum crassivene
Lasioglossum crassivene är en biart som först beskrevs av Cockerell 1939.  Lasioglossum crassivene ingår i släktet smalbin, och familjen vägbin. Inga underarter finns listade i Catalogue of Life.